# Chirosia platyptera
Chirosia platyptera este o specie de muște din genul Chirosia, familia Anthomyiidae, descrisă de Griffiths în anul 2004. Conform Catalogue of Life specia Chirosia platyptera nu are subspecii cunoscute.